# Mulchen

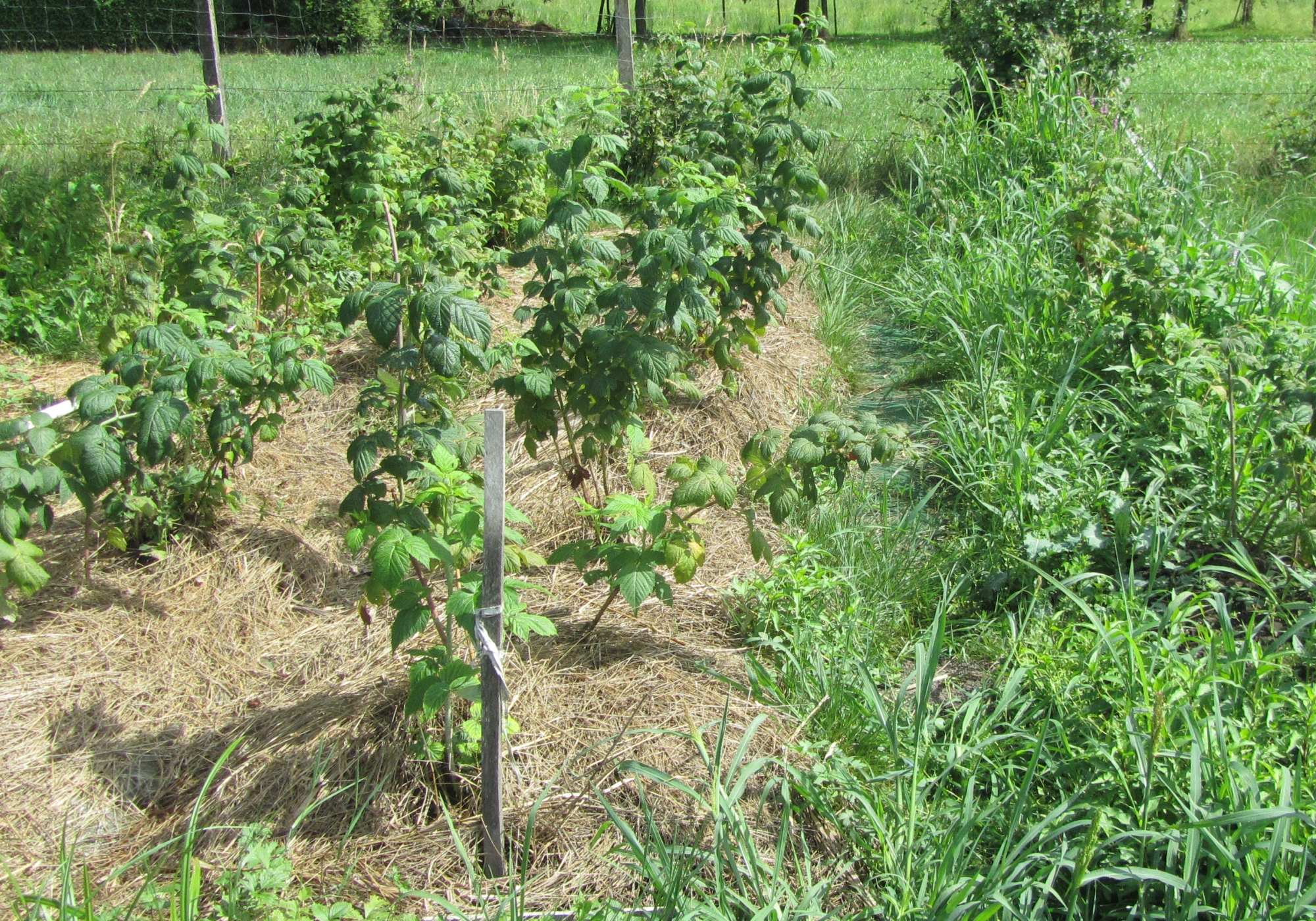
Zwei Reihen gemulchte Himbeeren, dritte Reihe rechts ungemulcht

Als Mulchen (mittelhochdeutsch mul ‚zerfallende Erde‘, ‚Staub‘; siehe Mull) oder Schlegeln wird in Gartenbau und Landwirtschaft das klein- oder großflächige Bedecken des Bodens mit unverrotteten organischen Materialien (Mulch) bezeichnet. Als Mulchen in der Landwirtschaft oder in der Landschaftspflege sowie dem Gartenbau auf größeren Flächen bezeichnet man auch das Abmähen mit gleichzeitigem Zerkleinern des Mulchgutes durch Sichel- oder Schlegelmulcher. Mulchen ist ein wichtiger Beitrag zur langfristigen Bodenfruchtbarkeit und Bodengare.
Mulch verringert die Verdunstung des Bodenwassers, reguliert die Bodentemperatur
und erhöht mit der organischen Bodensubstanz die pflanzenverfügbare Nährstoffmenge.
Unverrottete organische Materialien, die in Gewässern sedimentieren, werden als Mulm bezeichnet, die Ablagerungen dann als Mudde(n).

## Herkunft und Bedeutung des Wortes Mulchen
Das heutzutage gebrauchte Wort „Mulch“ ist eine zeitgenössische Entlehnung (spätes 20. Jahrhundert) aus dem Englischen (mulch ‚unverrottetes organisches Material‘).
Es gibt jedoch auch ein seit dem 16. Jahrhundert belegtes Adjektiv mulsch, das in einigen oberdeutschen Dialekten ‚angefault‘, ‚weich‘ bedeutet (auch in der Gestalt mölsch, molsch, melsch). Der Wortstamm ist auf die gleiche Wurzel wie „mahlen“ und „mild“ zurückzuführen (vgl. französisch mou/molle, griechisch μαλακός malakos ‚weich‘ und heth. malisku- ‚schwach, leicht‚ unbedeutend‘).
Die fachsprachliche Definition von Mulch ist „Bodenbedeckung zur Förderung der Gare“. 

## C/N-Verhältnis
Mulch wird früher oder später biologisch abgebaut, er wird zersetzt und dient so als Dünger. Bei der Auswahl der Materialien ist dabei wichtig, ein ausgeglichenes Verhältnis von Kohlenstoff und Stickstoff (C/N-Verhältnis) sicherzustellen. Bei einem C/N-Verhältnis über 25 : 1 tritt eine Hemmung der Zersetzungstätigkeit durch Mikroorganismen ein, weil nicht genügend Stickstoff zur Eiweißbildung zur Verfügung steht.
Bei Rindenmulch, der ein C/N-Verhältnis größer 60 : 1 aufweist, ist es wichtig, vor dem Ausbringen eine Stickstoffausgleichsdüngung vorzunehmen. Diese Notwendigkeit beruht auf folgenden Vorgängen: Stickstoff ist einer der Hauptnährstoffe für Pflanzen. Rindenmulch ist kohlenstoffreich und stickstoffarm und er ist schwer zersetzbar. Deswegen verbrauchen die Bodenorganismen in der Anfangsphase selbst viel von dem wenigen verfügbaren Stickstoff (aus der Stickstofffixierung aus der Luft), um den Mulch abzubauen. Sie bauen ihn in ihre Körpermasse ein, um zu wachsen (Baustoffwechsel). So ist wenig für die Pflanzen verfügbar. Diese Festlegung von anorganischem Stickstoff an organische Stickstoffverbindungen heißt Stickstoff-Immobilisierung. Sie wirkt der Stickstoff-Mineralisierung (Stickstofffixierung, Stickstoffnutzbarmachung) entgegen.
Die Stickstoff-Immobilisierung und damit der Stickstoffmangel der Kulturpflanzen ist vorübergehend: Ist der Abbauprozess einmal in Gang gekommen, wird langsam Stickstoff abgebaut und der Stickstoffhaushalt gleicht sich wieder aus. Wenn am Ende die Mikroorganismen absterben, werden sie selbst zur Stickstoffquelle. Der gebundene Stickstoff wird mit dem Abbau der organischen Stoffe langfristig wieder freigesetzt.
Damit die Pflanzen infolgedessen keinen Nährstoffmangel erleiden, muss der Stickstoff von außen zugeführt werden. Bewährt haben sich in Staudenpflanzungen Mengen von 50 bis 80 g Hornspänen je Quadratmeter. Erst nach Verteilen dieses langsam und nachhaltig wirkenden organischen Düngers wird die Rindenmulchdecke in einer Stärke von 5 bis 8 cm aufgebracht. Es ist auch günstig, schwer zersetzbare Streu vorher zu kompostieren. Je reifer der Kompost, desto kleiner das Risiko einer Stickstoffimmobilisierung.
Gibt es hingegen einen Stickstoff-Überschuss, ist das C/N-Verhältnis zu eng und es kann zu einer Bildung von Ammoniak kommen, wodurch sich auch der pH-Wert für den Abbau ungünstig verschiebt. Ist dies der Fall, können z. B. Stroh oder Sägespäne beigemischt werden.

## Mulchen im Gartenbau

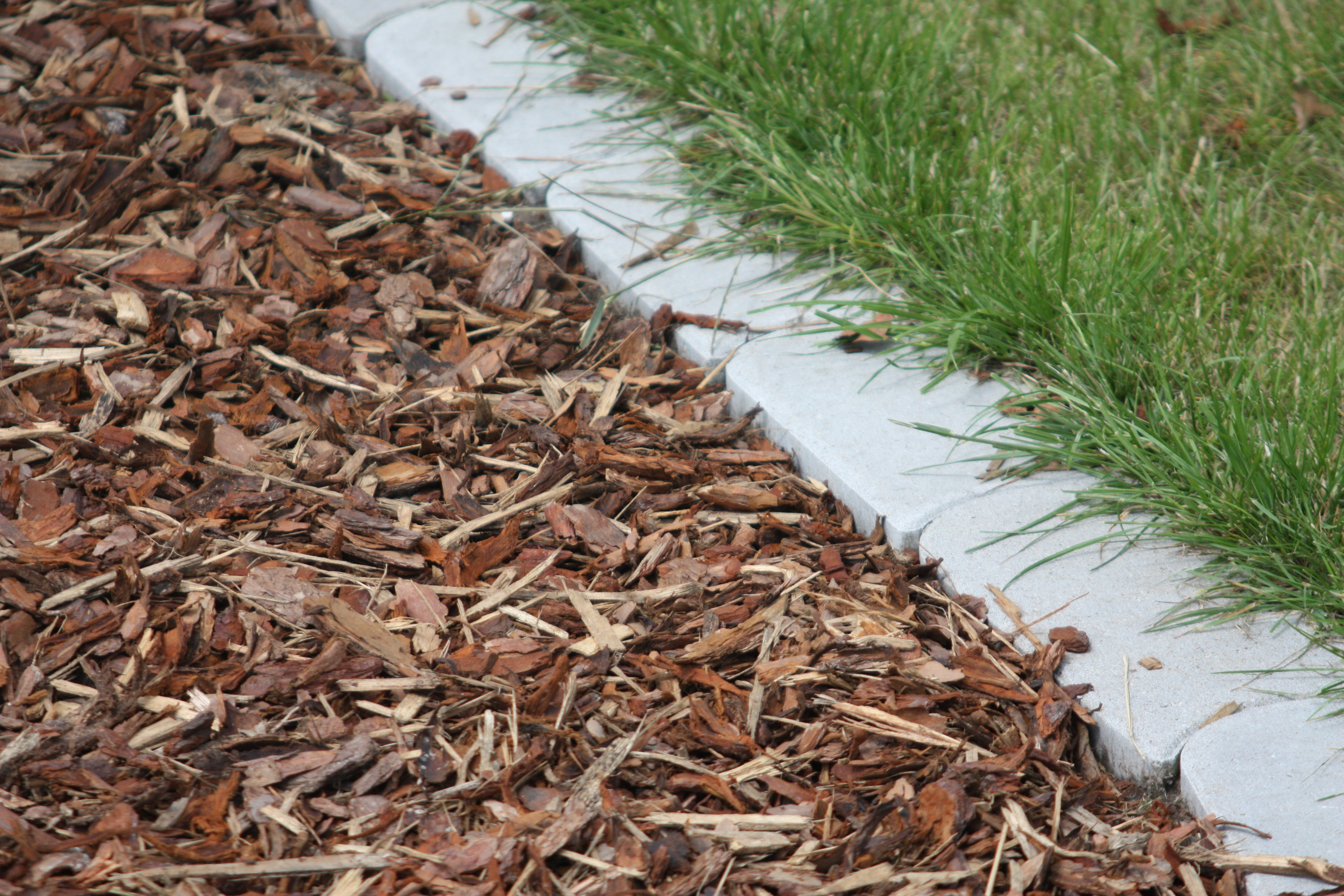
Rindenmulch (10 bis 40 mm; Kiefer)

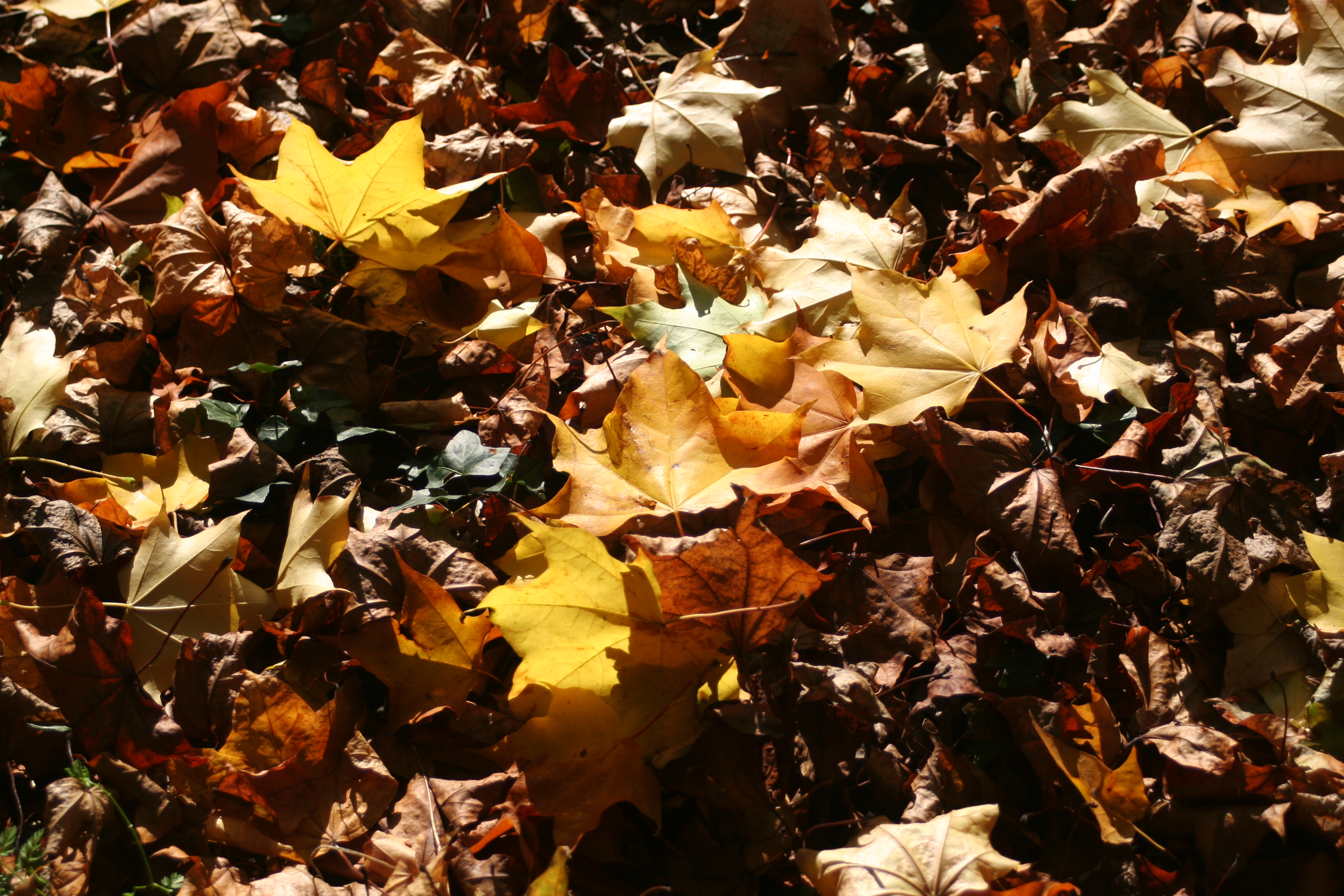
Laub

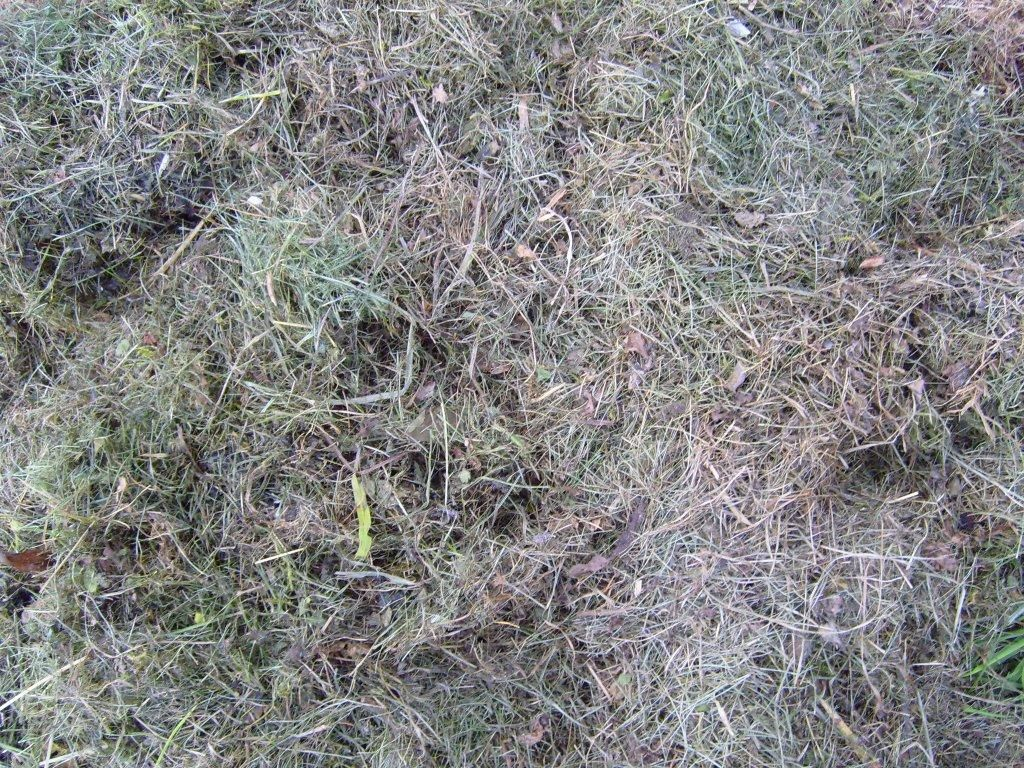
Grasschnitt, Monate nach dem Auftragen

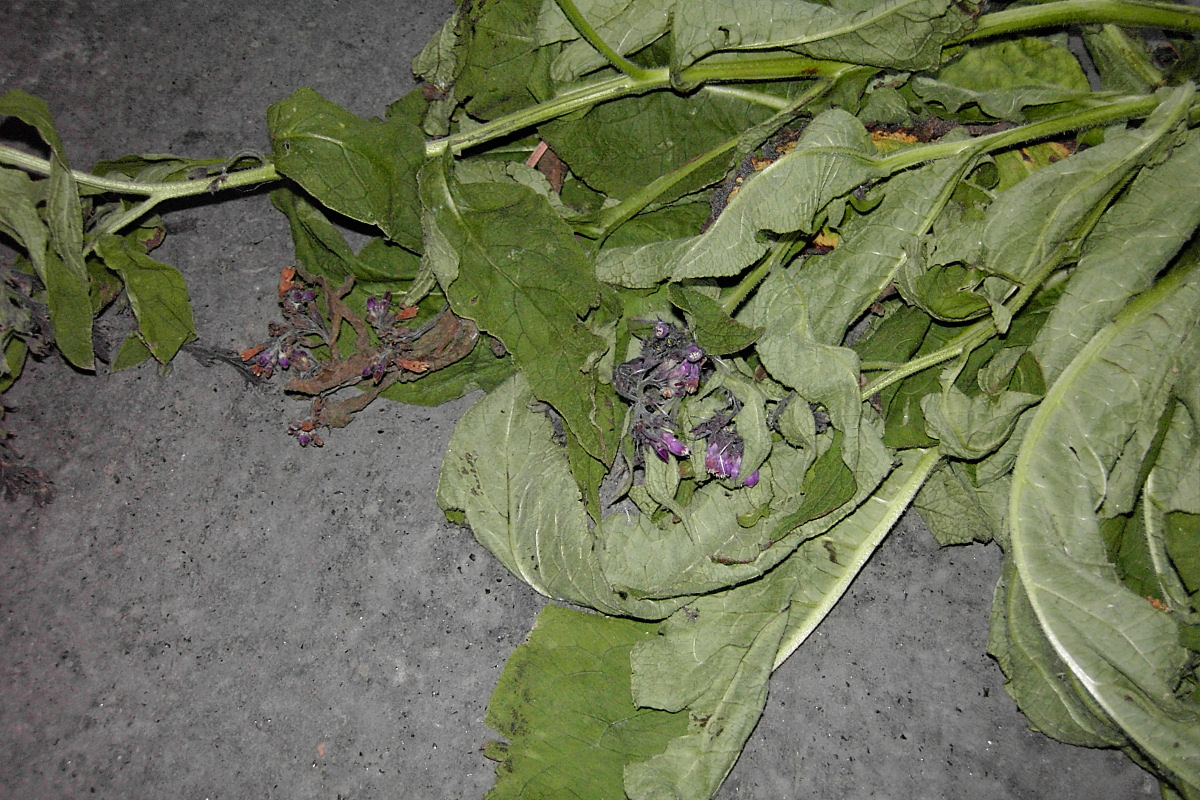
Beinwell, enthält auch Kalzium

Mulchen ist eine wichtige Technik im Rahmen der Reihenmischkultur sowie der Permakultur.
Im Gartenbau bezeichnet Mulchen eine spezielle Methode, die im Garten, in Parks und beim Obst- und Gemüsebau angewendet wird. Der offene Boden zwischen Gemüsepflanzen, Blumen, Sträuchern und Bäumen wird hierbei mit Rasenschnitt, Laub, Blattwerk und ähnlichem bedeckt.

### Funktion
Schutz
Mulch hält bei Hitze den Boden länger kühl, und er erhält am Abend länger die Tageswärme. Dadurch wird die Vegetationsperiode verlängert. Auch der Feuchtigkeitsverlust des Bodens wird vermindert. Bei starkem Regen wird durch die Mulchschicht die Verschlämmung und das Auswaschen des Bodens, bei Wind Winderosion verhindert.
Nährstoffeintrag
Neben ihrer Schutzfunktion wird die Mulchschicht nach und nach kompostiert, und der entstehende Humus wirkt als organischer Dünger. Regenwürmer und andere Kleinlebewesen bringen das Mulchmaterial in tiefere Bodenschichten ein und wandeln es in wertvolle Pflanzennahrung um. Wichtig ist dafür, wie bei jeder Kompostierung, ein ausgeglichenes C/N-Verhältnis, siehe oben.
Unkrauthemmung
Durch den geringen Lichteinfall auf den Boden ist Unkrautwuchs auf der abgedeckten Fläche gebremst, aber erst ab einer Auftragsstärke von 10 bis 15 cm wirksam unterdrückt.

### Material
Ausgehend von der Bodenbeschaffenheit, der Bepflanzung, der Verfügbarkeit und der gewünschten Mulchfunktion wählt man das passende Material aus. Wird der Mulch bei der Gurkenaussaat wieder entfernt, ist beispielsweise das Kohlenstoff/Stickstoff Verhältnis egal. Mulch auf einem Spielplatz soll weich sein, aber sich nicht so schnell auflösen.
- Grünschnitt: stickstoffhaltig, feuchtes Material kann faulen, gut mit kohlenstoffhaltigem Material wie Stroh, Laub kombinierbar. Unkraut und Pflanzenreste können unerwünschte Samen oder Pilze enthalten.
- Mist, Kompost: stickstoffhaltig, zum Mischen. Reifer Kompost ist eigentlich kein Mulch mehr, er ist fertiger Humus.
- Stroh, Laub: kohlenstoffhaltig, pur für Gehölze und Bäume. Stroh kann Pestizide u. ä. enthalten, Laub von der Straße kann Schwermetalle enthalten.
- Rindenmulch: kohlenstoffhaltig. In Staudenbeeten und unter Sträuchern setzt man auch Rindenmulch aus zerkleinerter Rinde von Nadelbäumen, meist Fichten ein. Das Material sollte ausreichend lange, d. h. mindestens drei Monate abgelagert sein, um sicherzustellen, dass die phytotoxisch wirksamen Inhaltsstoffe der Rinde und des Baumharzes wie Gerbstoffe und Tannine bereits abgebaut wurden.
- Sägespäne: sehr kohlenstoffhaltig, schwer zersetzbar
- natürliches anorganisches Material: Kies oder Schotter eignet sich v. a. für Wege. Gesteinsmehl und Kalk dient nur der Düngung.
- künstliches Material: In Gemüsekulturen und unter Topf- und Containerpflanzen verwendet man – im übertragenen Sinne der Abdeckung – biologisch abbaubaren Kunststoff und verschiedene Typen von konventionellen Kunststofffolien zum Mulchen. Der Feuchtigkeitsverlust ist sehr klein, der Boden wird aber auch kaum belüftet. Schwarze Mulchfolien ermöglichen die Erwärmung durch die Sonne. Vliese bieten mehr Luftzirkulation, sind aber lichtdurchlässiger.[8]
- in der traditionellen Landwirtschaft in Trockengebieten werden oft Kies oder Steine als Mulch verwendet. Eine Analogie im Gartenbau stellt der Kiesgarten dar.
- Derzeit wird an aufspritzbaren Mulchschichten geforscht.[9]

### Nachteile
- Ein Mulchbeet kann schlecht gehackt werden, ohne die Mulchschicht abzutragen.
- Besonders auf schweren, lehmigen Böden behindert er die Erwärmung durch die Sonne.
- Ein unerwünschter Nebeneffekt beim Mulchen ist auch, dass durch die organischen Gartenabfälle Schneckenbefall begünstigt werden kann, besonders bei dichtem, feuchtem Mulch wie frischem Grasschnitt. Ebenso führt dies mitunter zur Überdüngung und somit zur Artenarmut von insbesondere Grünland.
- Mulchen soll unterlassen werden bei Böschungen, Bachufern, Straßenbegleitflächen oder Wiesen. Mulchen reduziert Artenvielfalt. Insekten, Schmetterlingsraupen, Schnecken, Kleinlebewesen wie Frösche, Schlangen, Eidechsen, bodenbrütende Vögel werden vernichtet und die Biodiversität stark verringert. Durch das Liegenlassen des Mulchgutes wird der Boden sukzessive überdüngt, die Vielfalt von Flora und Fauna geht verloren.[10]

## Mulchen in der Landwirtschaft

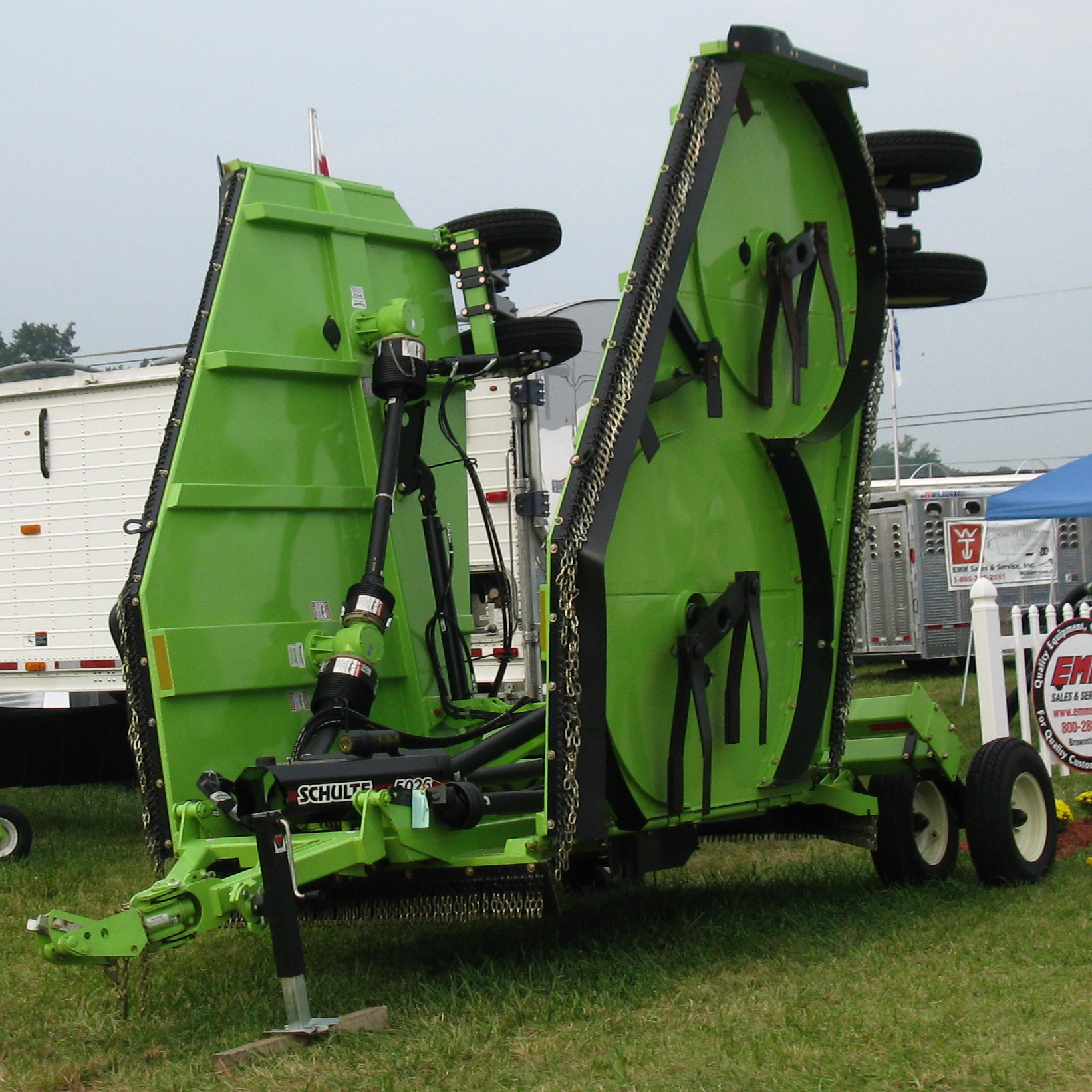
Dieser Sichelmulcher mäht und zerkleinert auch holziges Mähgut mit übereinanderliegenden Rotorblättern (hier herabhängend)

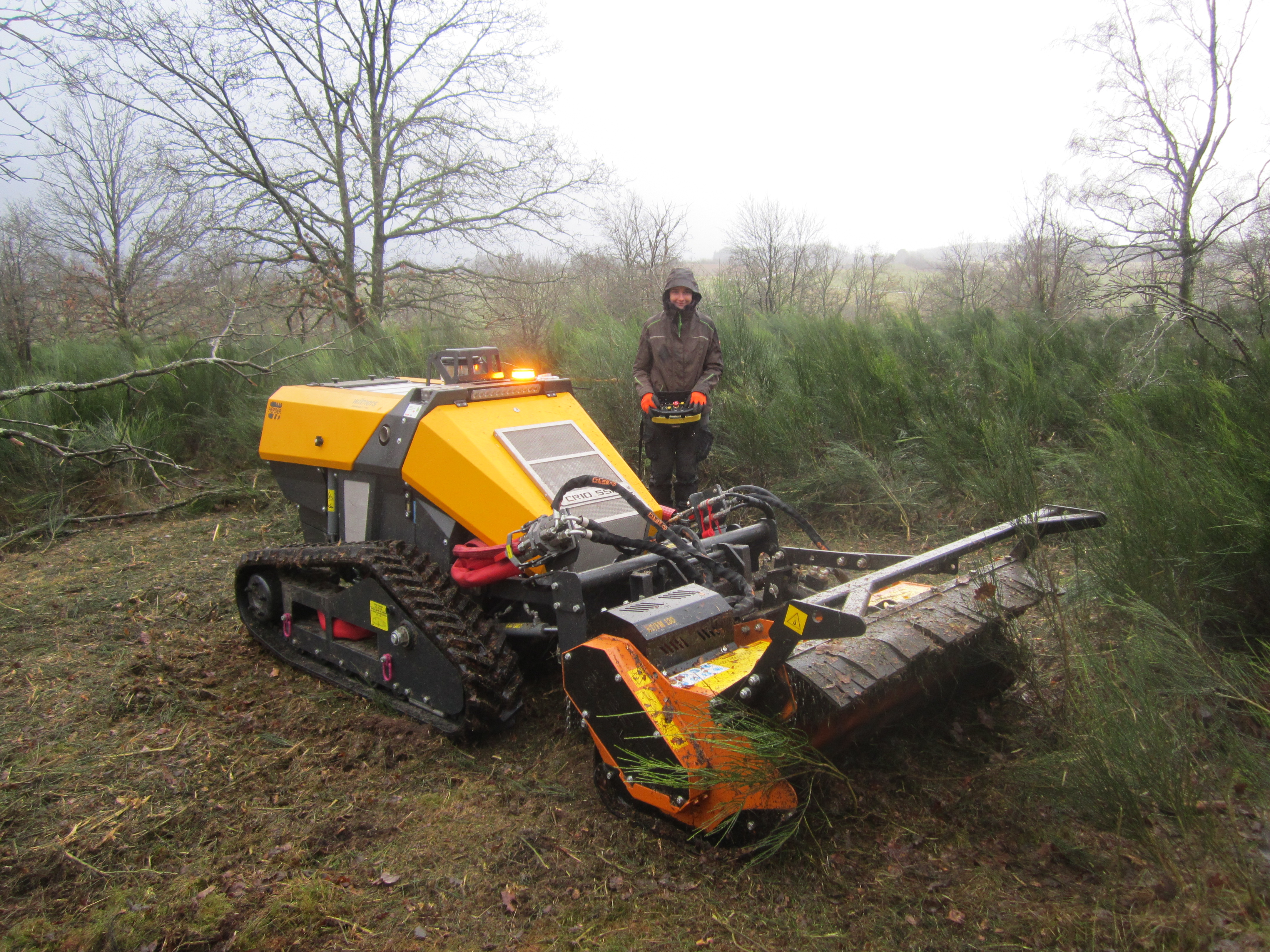
Mulchraupe mit Schlegelmulcher im Naturschutzgebiet Nordhelle

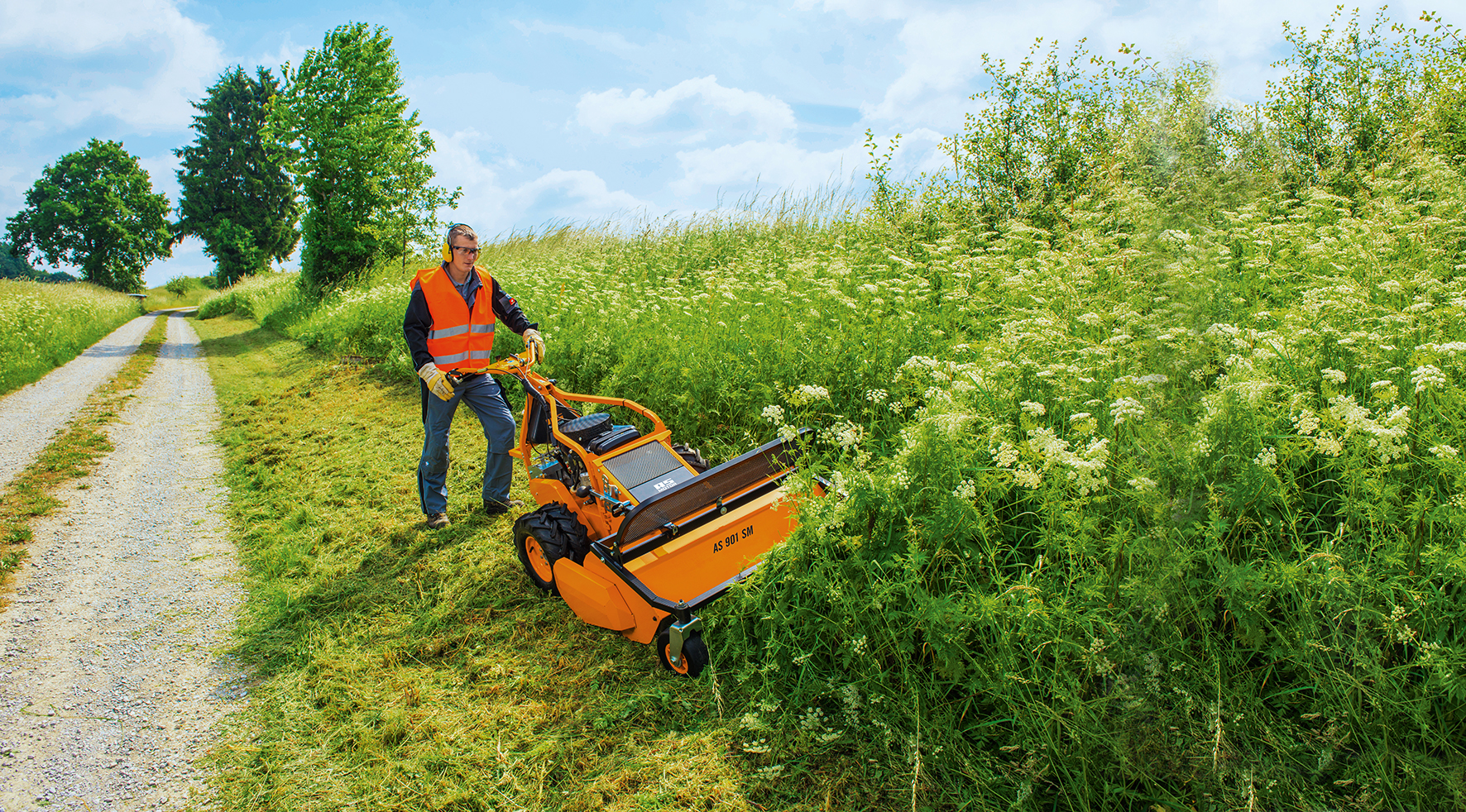
Ein handgeführter Schlegelmulcher, der mit Stahlrädern ausgestattet werden kann, sodass er die Traktion behält, wenn es sehr steil ist

In der Landwirtschaft oder großflächiger Gartenkultur wie auch der Landschaftspflege bezeichnet Mulchen auch das Abmähen mit gleichzeitigem Zerkleinern des Mulchgutes. Dazu werden Sichel- oder Schlegelmulchgeräte verwendet, die es in verschiedener Ausführung zum Front-, Zwischenachs- und Heck-Anbau für Traktoren oder auch Einachsschlepper gibt.
Vorteil gegenüber dem Mähen ist, dass auch gröbere und verholzte Pflanzen damit abgeschlegelt und zerkleinert werden können. Das Mulchgut bleibt – möglichst fein zerteilt – auf der Fläche liegen und verrottet dort wesentlich schneller als langstieliges Mähgut. So ist das Mulchen in der Landschaftspflege ein Ersatz dort, wo Mähen oder Beweidung nicht möglich sind, z. B. weil der Bewuchs zur Futtergewinnung unbrauchbar ist, oder die Entsorgung des Mähguts zu teuer wäre. Das Mulchen ist also ein Teil der Brachlandwirtschaft.
Voraussetzung für den Erhalt von landwirtschaftlichen EU-Subventionen ist seit 2005, dass aus der Nutzung gefallene Acker- und Grünlandflächen vom Subventionsempfänger (landwirtschaftlicher Betrieb) durch Mulchen (bei Grünland auch Mähen mit Abräumen alle zwei Jahre) offen gehalten werden, also vor der Verbuschung geschützt werden. Das soll dafür sorgen, dass derzeit nicht rentabel bestellbare landwirtschaftliche Nutzflächen nicht nur bewirtschaftbar bleiben, sondern auch in ihrer Bodenqualität verbessert werden. Insbesondere für steile Flächen, die sich mit Traktoren und großen landwirtschaftlichen Maschinen nicht bearbeiten lassen oder deren Fläche überschaubar ist, kommen robuste Aufsitz-Schlegelmäher oder handgeführte Geräte zum Einsatz.
In den Offenhaltungsversuchen des Landes Baden-Württemberg werden die Auswirkungen des Mulchens von Grünlandflächen auf verschiedenen Standorten als Landschaftspflegemaßnahme seit 1975 untersucht und mit der Entwicklung bei ungestörter Sukzession verglichen.

### Nachteile
Die eingesetzten Maschinen führen zum Tod vieler Insekten und Kleintiere. Das Mähen mit dem Balkenmäher ist schonender. Zudem führt das Mulchen (im Gegensatz zum Mähen mit Abräumen) zur Nährstoffanreicherung, was viele auf Magerstandorte angewiesenen Blühpflanzen (mesophile Pflanzen) verdrängt.